# 伊藤泰世
伊藤 泰世（いとう やすよ、1943年6月18日 − 2006年10月13日）は、日本のホルン奏者。

## 略歴
- 新潟大学と秋田大学の学長や秋田赤十字病院の院長などを務めた医学博士の父・泰一と、母・薫の四人兄妹の二男として新潟市で誕生。兄、姉のほか弟がいる。
- 新潟大学附属新潟小学校卒業。中学校でメロフォンという不思議な楽器と出会い、当時では大変珍しいオーケストラ部に所属。
- 高校は「ドカベン」で有名な明訓高校に入学、音楽家の道に進むことを決心。
- 大学入学まで、ホルンを谷中甚作に師事。
- NHK交響楽団の薗清隆、ボストン交響楽団のリチャード・マッキーに師事。
- 1965年 – 武蔵野音楽大学在学中に東京都交響楽団創立メンバーとして最年少で入団。
- 1977年 – 文化庁芸術家在外研究員としてシカゴへ留学。シカゴ交響楽団のデール・クレヴェンジャー(en)に師事。
- 1979年 – 武蔵野音楽大学講師就任。
- 2004年 – 東京都交響楽団を定年退職。

### その他の主な活動
- 国際ホルン協会評議委員
- 日本ホルン協会初代会長
- 宮内庁式部職楽部技術指導員
- 自衛隊中央音楽隊講師
- 獨協大学・東京大学・千葉大学等のオーケストラ講師
- ブラスファイブ・アンサンブルヴェルツェン・アレキサンダーホルンアンサンブルジャパンメンバー
- 荒井由実「14番目の月」参加

## 主なCD作品
- JUPITER　…アレキサンダーホルンアンサンブルジャパン（マイスター・ミュージック）